# Jeremy Nel

a Compétitions nationales et continentales officielles uniquement.

b Matchs officiels uniquement.
Jeremy John Nel, né le 21 septembre 1934 à Louis Trichardt et mort le 25 juin 2023, est un ancien joueur de rugby international sud-africain. Il évolue au poste de centre.

## Carrière
Il dispute son premier test match le 26 mai 1956 contre les Wallabies. Les Sud-africains se déplacent en Nouvelle-Zélande, il joue quatre fois contre les All Blacks.
Il fait partie de l'équipe des Springboks de 1958 qui affrontent les Français dans une série historique pour les Bleus.
Il passe le début de sa carrière au sein de la province de Western Province, avant de jouer avec le Transvaal.

## Palmarès
- 8 sélections
- 1 essai, 3 points
- Sélections par saison : 6 en 1956, 2 en 1958.